# سيلفيان كوتورير
سيلفيان كوتورير هو لاعب هوكي جليد كندي، ولد في 23 أبريل 1968 في Greenfield Park, Quebec ‏ في كندا.

## وصلات خارجية
- سيلفيان كوتورير على موقع دوري الهوكي الوطني (الإنجليزية)
- سيلفيان كوتورير على موقع EliteProspects.com (الإنجليزية)
- سيلفيان كوتورير على موقع HockeyDB.com (الإنجليزية)
- سيلفيان كوتورير على موقع Hockey-Reference.com (الإنجليزية)